# Klingenbach (Jagst, Gommersdorf)
Der Klingenbach ist ein etwa anderthalb Kilometer langer Bach auf der Gemarkung des Dorfes Gommersdorf der Stadt Krautheim im Hohenlohekreis im nördlichen Baden-Württemberg, der von rechts und Nordwesten durch Gommersdorf zur unteren Jagst läuft.

## Geographie

### Verlauf
Der Klingenbach entsteht meist höchstens auf etwa 300 m ü. NN etwa einen Kilometer nordwestlich des Klosterhofes in Gommersdorf in schon etwa 30 Meter gegenüber den Höhen beiderseits eingetiefter Talmulde etwas unterhalb einer verzogenen Feldwegekreuzung. Dem hier talwärts von einem Feldkreuz im Nordwesten zwischen den Ackergewannen Rose und Winteräcker auf einem etwa 350 m ü. NN hohen Geländesattel südöstlich auf der Muldenlinie ins Jagsttal nach Gommersdorf absteigenden Wirtschaftsweg folgt schon fast 900 Meter zuvor ein unscheinbarer Graben, der aber wohl zumeist kein Wasser führt.
Unterhalb des genannten Feldwegekreuzes im Gewann Teich dagegen ist die hier zwischen dem genannten Weg zum Dorf am rechten und einem davon abgehenden Grasweg am linken Hang plötzlich steil zur Klinge werdende Mulde mit Bäumen erfüllt, ab diesem Riss führt der Bach episodisch Wasser. Schon zwei bis dreihundert Meter später beginnt sich der Baumbestand wieder zu lichten und der Bach fließt meist zwischen Obstwiesen an beiden Ufern in flacherem Gefälle durch den stetig weiter werdenden Trichter des Gewanns Klinge. Etwa 700 Meter nach seinem Ursprung erreicht er an der Kapellenstraße den Siedlungsrand von Gommersdorf, ab hier führt er beständig Wasser und es setzt wieder eine Galerie ein, die dem Bach wiederum über 200 Meter zwischen neueren Häusern Gommersdorfs in etwas Abstand auf seinem frei pendelnden Lauf begleitet.
Etwa wo die Hauptstraße am Zulauf des südlichen Kapellenwegzweiges südwärts abknickt, verschwindet der schon zuvor in einem Trog inzwischen auch in diese Richtung und bald noch westlicher laufende Bach in einer Verdolung. In der Nähe der Einmündung der Hauptstraße in die Jagsttalstraße L 1025 läuft er unter dem Damm der Landesstraße durch und nimmt jenseits in der Jagstaue einen von Büschen bestanden neben ihr einherziehenden Graben auf. Nach weiteren etwa hundert Metern in dessen südwestlicher Richtung mündet der Klingenbach von rechts auf ungefähr 221 m ü. NN von rechts in die Jagst.

### Einzugsgebiet
Der Klingenbach hat ein Einzugsgebiet von unter anderthalb Quadratkilometern Größe. Es ist nirgends einen ganzen Kilometer breit und erstreckt sich von seiner Nordspitze in der Rose etwa 2,1 km weit nach Südsüdosten bis zur Mündung; Bachlauf und Klinge biegen im Unterlauf etwas nach rechts. Das eine große Nachbargewässer nach der Jagst ist der hinter der nordöstlichen und östlichen Wasserscheide südwärts zur oberen Jagst ziehende Zimmerbach, der dem Klingenbach bis auf 500 Meter nahe kommt und am jagstaufwärtigen Ortsende von Gommersdorf mündet. Das andere ist der auch Angellochbach genannte Steinbach, der hinter der jagstabwärtigen nordwestlichen bis westlichen Wasserscheide südwärts nach Marlach läuft. Nach Süden zu dann schiebt sich auf der Westseite vor diesem viel weiter entfernten Bach das Einzugsgebiet eines namenlosen und kurzen südlichen Wasserlaufs dazwischen, der im Gewann Stein beginnt.
Die größten Höhen im Einzugsgebiet liegen in den Gewannen Rose und Winteräcker, die ein flacher Sattel verbindet, hier überall liegt das Terrain zwischen 353 und 350 m ü. NN.
Der einzige Ort im Einzugsgebiet ist der Krautheimer Ort Gommersdorf, nur der kleinere Teil des Dorfes liegt außerhalb.
Das Klingenbach-Einzugsgebiet gehört dem Naturraum Kocher-Jagst-Ebenen an, die höheren Teile davon im Norden dem Teilraum Krautheimer Jagstriedel (Nr. 126.50), die niedrigeren im Süden dem Teilraum Unteres Jagsttal (Nr. 126.2).

## Geologie
Der Lauf des Klingenbachs und sein Einzugsgebiet liegen ganz im Muschelkalk. Wenn der Bach bei Regen seinen Lauf schon in den Weggräben oberhalb seines Klingenrisses beginnt, entspringt er im Oberen, für gewöhnlich aber am Übergang zum wenig erosionsresistenten Mittleren Muschelkalk oder in diesem. Er mündet dann auf Höhe des Unteren Muschelkalks im Auensedimentband um die Jagst. Sein eigenes weitet sich schon am Ortsanfang von Gommersdorf. Auf den Winteräckern um den höchsten Punkt liegt eine Insel quartären Lösssediments.

## Natur und Landschaft
Die Wasserführung des Baches in seiner steilen Quellklinge, in der im Bachbette viel grobe Felstrümmer liegen, kann aussetzen. An ihren Hängen stehen Haseln und Eschen.
Vom Ortsrand Gommersdorfs an fließt der Bach zunächst immer noch naturnah in einer Klinge, auf deren Grund er seinen Lauf beständig verlegt. Im bis zu zwei Metern breiten Bett dominiert Kalkstein als Sediment. Nach unten zu hat sich an seinen kleinen Abstürzen Kalktuff abgelagert, unterhalb derer sich tiefe Falltröge gebildet haben, auf deren Grund feinkörniges Sediment liegt. Die Galerie an den Böschungen besteht aus einem Gemisch von Laubhölzern.
Die Talmulde bis zu den mittleren Höhen beidseits gehört etwas von der einsetzenden Klinge bis zum Ortsrand Gommersdorfs dem Landschaftsschutzgebiet Jagsttal mit Nebentälern und angrenzenden Gebieten zwischen Kreisgrenze Schwäbisch Hall und Gemeindegrenze Krautheim/Schöntal an.
An den Hängen über dem Bach gibt es einige Feldhecken.

### LUBW
Amtliche Online-Gewässerkarte mit passendem Ausschnitt und den hier benutzten Layern: Lauf und Einzugsgebiet des Klingenbachs

Allgemeiner Einstieg ohne Voreinstellungen und Layer: Daten- und Kartendienst der Landesanstalt für Umwelt Baden-Württemberg (LUBW) (Hinweise)
1. 1 2  Höhe nach dem Höhenlinienbild auf dem Hintergrundlayer Topographische Karte.
2. ↑  Länge nach dem Layer Gewässernetz (AWGN).
3. ↑  Einzugsgebiet abgemessen auf dem Hintergrundlayer Topographische Karte.
4. ↑  Landschaftsschutzgebiet nach den einschlägigen Layern, Bach- und Naturbeschreibung teilweise nach dem Layer Biotop.

### Andere Belege
1. ↑  Abfluss-BW: Modellierte Abflusswerte an der Mündung
2. ↑  Wolf-Dieter Sick: Geographische Landesaufnahme: Die naturräumlichen Einheiten auf Blatt 162 Rothenburg o. d. Tauber. Bundesanstalt für Landeskunde, Bad Godesberg 1962. → Online-Karte (PDF; 4,7 MB)
3. ↑  Geologie nach den Layern zu Geologische Karte 1:50.000 auf: Mapserver des Landesamtes für Geologie, Rohstoffe und Bergbau (LGRB) (Hinweise)